# Oakham Castle

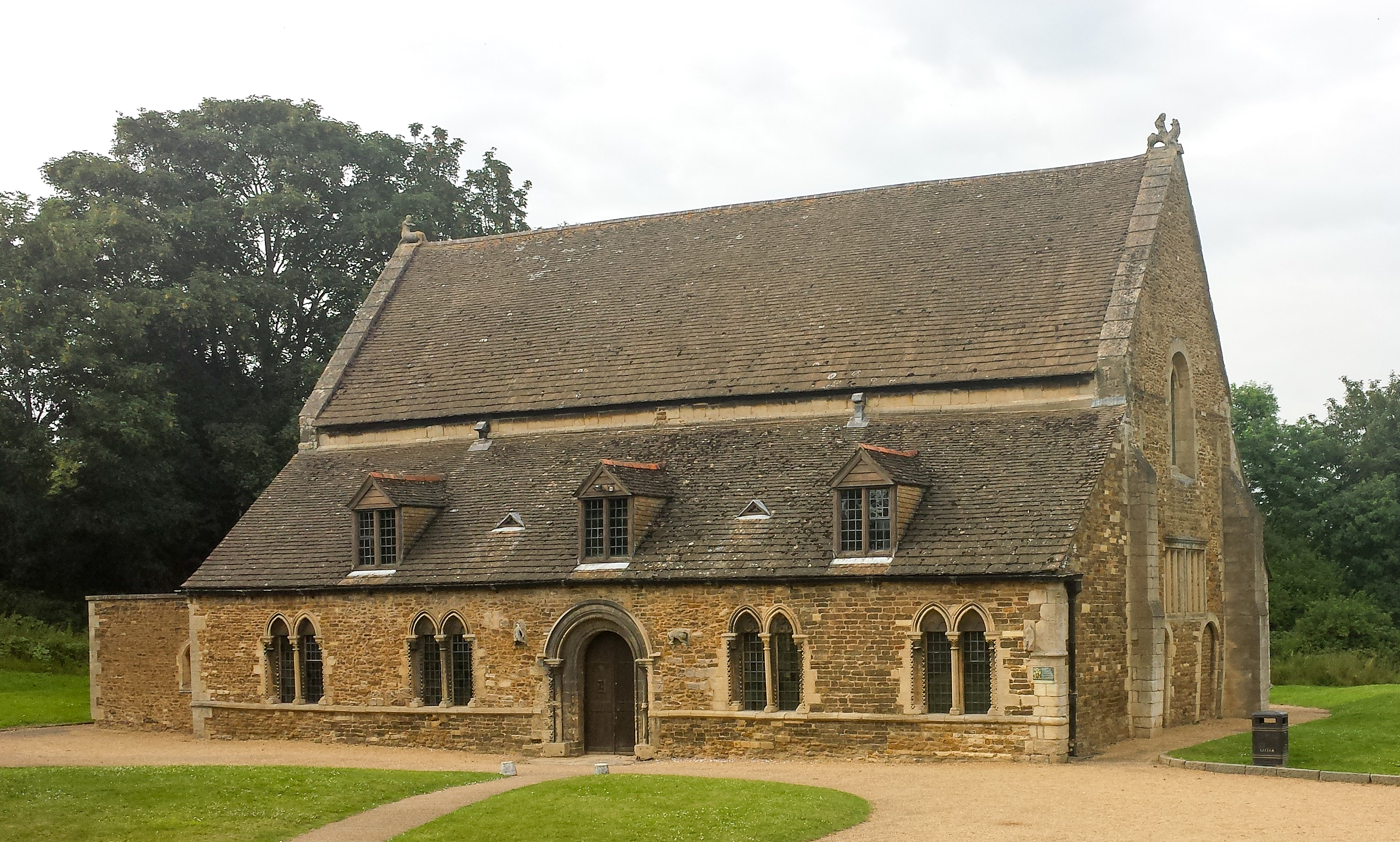
Rittersaal von Oakham Castle

Oakham Castle ist ein befestigtes Herrenhaus in Oakham in der englischen Verwaltungseinheit Rutland. Es wurde von 1180 bis 1190, während der Regentschaft von Heinrich II. für Walchelin de Ferriers, Lord of the Manor von Oakham, erbaut. Die Burg ist für ihre Sammlung massiver Hufeisen bekannt und gilt als eines der besten Beispiele normannischer Hausarchitektur in England. Der Eintritt in die Burg ist frei.
Oakham Castle gehört dem Rutland County Council und wird von diesem auch verwaltet. Auf der Burg dürfen standesamtliche Trauungen durchgeführt werden.

## Befestigtes Herrenhaus

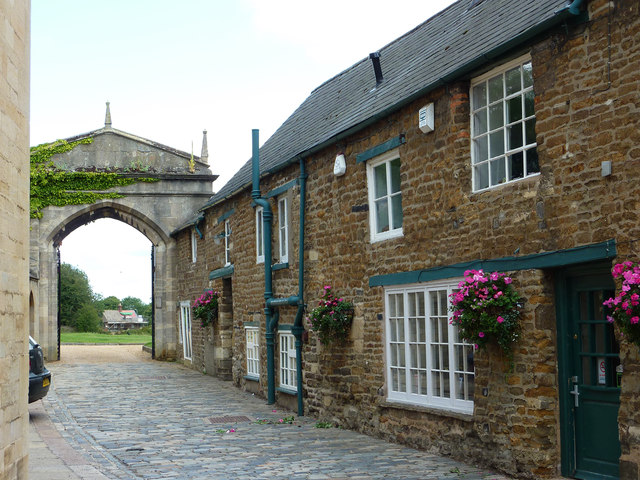
Castle Lane vom Marktplatz zur Burg

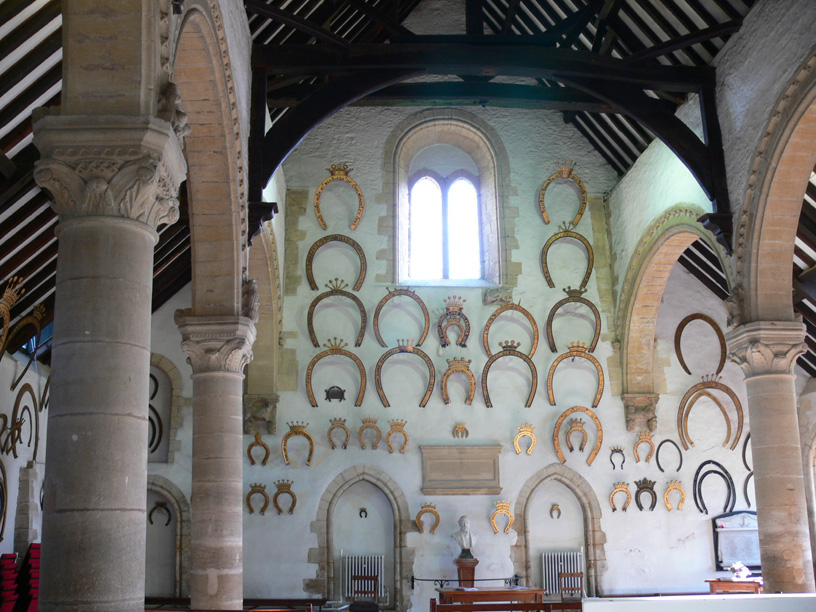
Hufeisen an der Ostwand des Rittersaals

Oakham Castle bietet nicht das typische Bild einer alten Burg, weil es so klein ist. Der Rittersaal ist der einzige Teil, der von dem frühmittelalterlichen befestigten Herrenhaus bis heute erhalten ist. Das Gebäude hatte aber ursprünglich viele Details einer echten Burg zu bieten, z. B. eine Kurtine, ein Torhaus und eine Zugbrücke mit eisernen Ketten. Es gibt auch historische und archäologische Beweise für Türme an strategischen Positionen entlang der Burgmauer und einen Burggraben, die Oakham Castle einst besaß.
Der Rittersaal besteht aus einem Mittelschiff und zwei Seitenschiffen mit Bögen, jedes davon mit drei großen Steinsäulen. Es gibt eine Reihe von Skulpturen aus dem 12. Jahrhundert im Saal, z. B. sechs Musikanten, die auf Säulen stehen. Die Skulpturen wurden aus lokal verfügbarem Stein modelliert, der aus einem Steinbruch in Clipsham stammt. Sie wurden vermutlich von denselben Baumeistern geschaffen, die auch an der Kathedrale von Canterbury gearbeitet haben. Das Herrenhaus soll für Walchelin de Ferriers etwa 1180–1190 erbaut worden sein.
Der heutige Durchgang zum Marktplatz ähnelt sehr den Durchgängen in Burley-on-the-Hill und soll auf Geheiß des ersten Duke of Buckingham errichtet worden sein.
Time Team, die Archäologieserie von Channel 4, filmte in Oakham Castle am 26.–28. Juni 2012. Die Folge wurde am 10. Februar 2013 ausgestrahlt.
Auf Oakham Castle dürfen standesamtliche Trauungen durchgeführt werden. Das Anwesen gehört dem Rutland County Council und wird von diesem auch verwaltet.

## Die Hufeisen

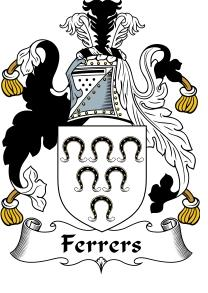
Familienwappen der Ferrers

Es gibt auf Oakham Castle eine einzigartige Tradition, die besagt, dass Adlige dem ‘’Lord of the Manor’’ bei ihrem ersten Besuch in der Stadt ein Hufeisen mitbringen müssen. 230 Hufeisen dekorieren zurzeit die Wände von Oakham Castle. Diese Tradition ist vermutlich im Familiennamen der de Ferrers begründet. Ferrier (frz.) bedeutet im Deutschen “Hufschmied” und das Hufeisen war seit der Zeit der Ankunft von Henry de Ferrers in England 1066 ein Familiensymbol.
Das älteste noch erhaltene Hufeisen der Sammlung wurde 1470 von Eduard IV. nach seinem Sieg in der Schlacht von Losecote Field überbracht. Kürzlich kamen Hufeisen von Prinzessin Anne 1999, von Prinz Charles 2003, von Prinzessin Alexandra 2005 und von Herzogin Camilla 2014 dazu.